# Rykka
Rykka, nombre artístico de Christina Maria Rieder (Vancouver, 13 de marzo de 1986), es una persona de Canadá dedicada a la canción, la música y la actuación. Representó a Suiza en el Festival de la Canción de Eurovisión 2016, en el que quedó en última posición en la segunda semifinal con 28 puntos.

## Biografía

### Inicios
Nació en la ciudad canadiense de Vancouver en la provincia de Columbia Británica. En su juventud tuvo una gran pasión por la música. A sus 15 años comenzó a asistir a clases de guitarra e inició su carrera musical cantando y tocando en diversos festivales locales.
Seguidamente pasó a estudiar en la escuela de música del Vancouver Community College, donde tuvo como profesora a la conocida Paula Kremer, y al mismo tiempo, durante unos años, estuvo tocando como música callejera en las calles del famoso distrito comercial de la ciudad, Granville Island.
En el 2009 se trasladó a Toronto para grabar su primer álbum debut independiente titulado "Straight Line", bajo el nombre artístico de "Christina Maria", de estilo musical Folk acústico. Este álbum fue producido con la ayuda y colaboración de varios artistas canadienses como, David Baxter, Russell Broom y Ryan Guldemond componente del famoso grupo de rock Mother Mother.
Un año después en 2010, su primer álbum "Straight Line" fue lanzado en Suiza por la pequeña compañía discográfica "Little Jig Records". Tras este lanzamiento, estuvo actuando en diversos lugares tanto de Suiza como de Alemania, y destacó por una actuación en directo en un programa de televisión matinal de la cadena alemana Sat.1.
Al poco tiempo, obtuvo una nominación en los premios musicales del famoso festival suizo, "m4music" y el Festival de Jazz de Montreux.
Gracias a todo esto, comenzó a hacerse un hueco como artista profesional y a darse a conocer a nivel internacional.

### 2012-2013
En 2012 dio un giro a su carrera como solista, cambiando su nombre artístico de Christina Maria por el de Rykka y ampliando su género musical al indie pop y rock alternativo.
Su segundo disco fue "Kodiak", lanzado el 26 de octubre y a este le siguieron "Blackie" en 2013 y "Rykka Electric Remixes" en 2014.
Durante ese tiempo también ganó el Peak Performance Project, que es un concurso que busca promover y ayudar a artistas canadienses a comenzar su carrera musical; y actuó en el famoso Squamish Valley Music Festival, que es el Festival de la Columbia Británica.

### 2016-presente
En noviembre de 2015 presentó su candidatura a la selección suiza para eurovisión. 
La canción que utilizó fue "The Last of Our Kind", lanzada el 8 de enero de 2016, y que compuso junto a Jeff Dawson, Mike James y Warne Livesey.
En la final nacional del 13 de febrero actuó en la tercera fase.
Fue allí donde votó el jurado y finalmente Rykka logró ganar la final, convirtiéndose en quien representó a Suiza en el Festival de la Canción de Eurovisión 2016, que tuvo lugar en el estadio Globen Arena de la ciudad de Estocolmo, Suecia.
En el Festival de Eurovisión actuó por primera vez en la segunda semifinal del 12 de mayo, por detrás del polaco Michał Szpak con su «Color of Your Life» y por delante del israelí Hovi Star con «Made of Stars».
Y tras conocer los resultados, su canción no fue anunciada entre los diez temas elegidos para poder pasar a la gran final.

## Vida personal
Rykka es una persona no binaria.